# Beamtenwohnhaus Habitat Stockenbruch

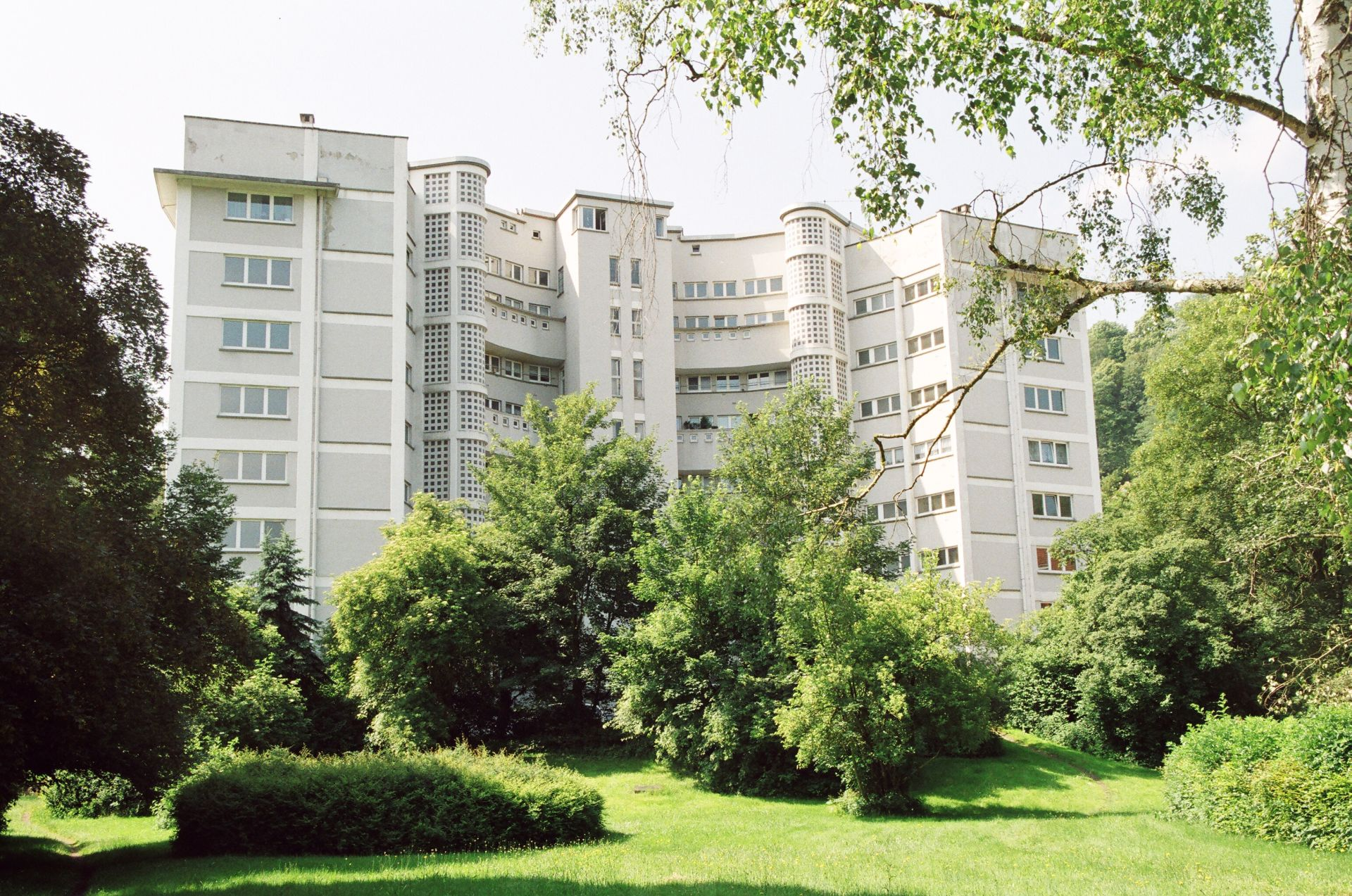
Nordansicht des Habitat Stockenbruch

Das Beamtenwohnhaus Habitat Stockenbruch wurde im Sinne der modernen Stadtplanung der 1950er Jahre in Saarbrücken als kleine vertikale Gartenstadt errichtet. Zeitgleich mit der Unité d’Habitation von Le Corbusier in Marseille entwarf der Architekt Jean Schoffit das halbrunde Hochhaus für Saarbrücken. Dabei ist das Habitat Stockenbruch in seinen Dimensionen kleiner als die großen Vorbilder von Le Corbusier, aber basiert auf denselben städtebaulichen Leitbildern.

## Baubeschreibung

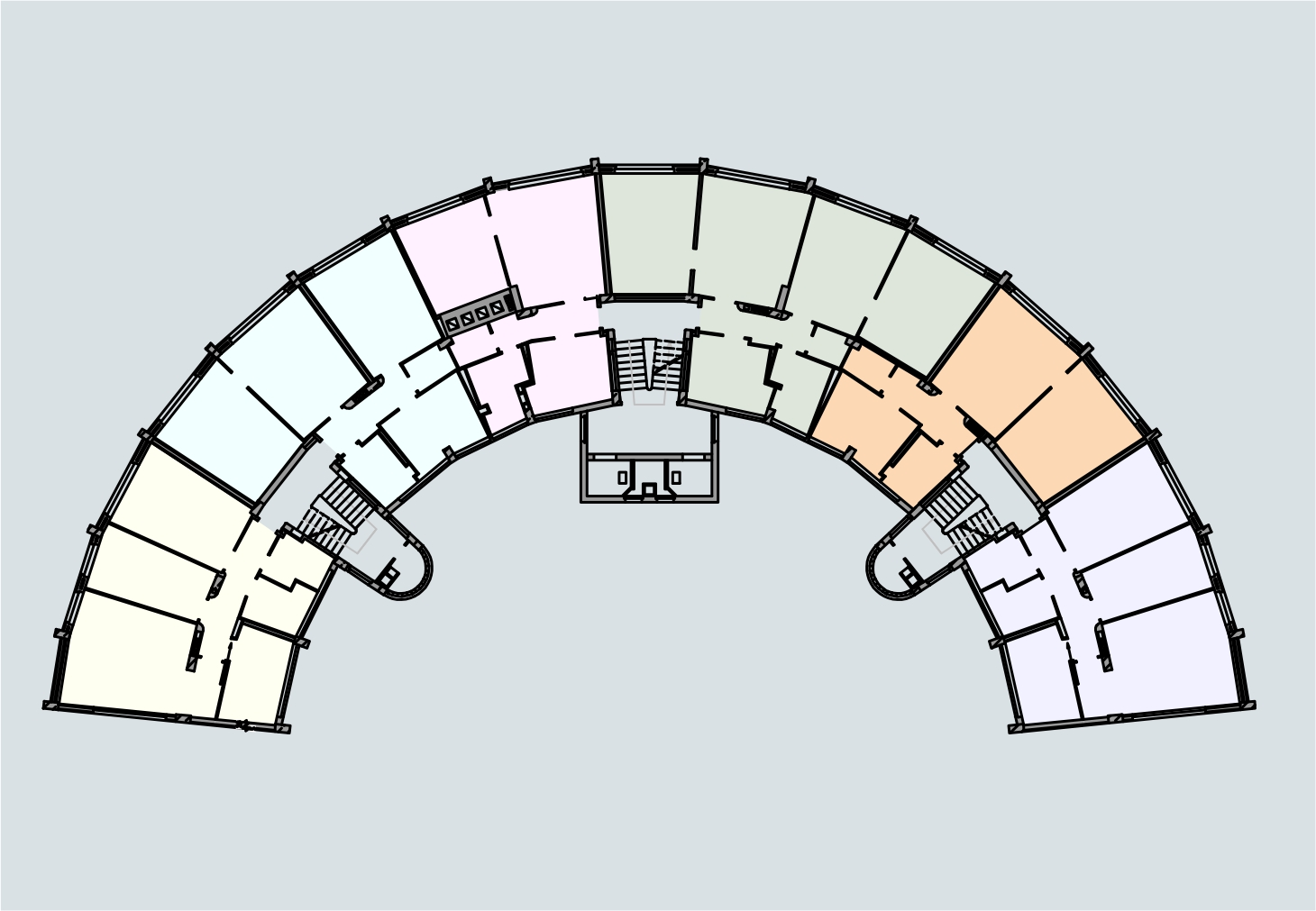
Grundriss des Habitat Stockenbruch

Mit dem 1949–1953 erbauten Beamtenhaus, im Volksmund auch „Beamtensilo“ genannt, versuchte der Architekt Jean Schoffit nicht nur die große Wohnungsnot in Saarbrücken zu lindern, sondern berücksichtigte die modernen, städtebaulichen Leitbilder, die in der Charta von Athen von 1933 festgehalten wurden. Das Beamtenwohnhaus ist nicht nur Wohnraum für Regierungsangestellte, sondern ein Gebäude mit höchster technischer Ausstattung. Es weist einen für diese Zeit unvergleichlichen Luxus für die Bewohner auf und ist in seiner architektonischen Ausgestaltung ein besonderes Gebäude.
Das Habitat Stockenbruch, ein achtgeschossiger Stahlbeton-Skelettbau, ist mit Ziegel-Mauerwerk ausgefacht und hell verputzt. Es hat einen ringförmigen Grundriss, wobei die Aufenthaltsräume nach Süden ausgerichtet sind und sich an der Nordseite nur Funktionsräume und Verkehrsflächen befinden. Die halbrunden Treppenhäuser und die beiden Aufzüge teilen das Gebäude in einen Mittelflügel und zwei Seitenflügel auf. Den Abschluss bildet ein Flachdach mit Dachaufbau und Dachterrasse.
Das Stahlbetonskelett tritt an jeder Achse deutlich erkennbar hervor. Horizontal gegliedert wird das Gebäude durch seine hervorstehenden Fensterbänke, die lediglich von den Stahlbetonpfeilern unterbrochen werden. Über dem Kranzgesims befindet sich die Dachterrasse bzw. ein niedriges Zwischengeschoss. Abgeschlossen wird das Gebäude mit dem Dachaufbau, bestehend aus einer offenen Halle, einer Wohnung und einem Kindergarten-Bereich. Die Basis bildet ein zweigeschossiger Keller. Im unteren Kellergeschoss befinden sich die Kellerräume der Bewohner. Im oberen Kellergeschoss sind die Heizanlage, Werkräume sowie Wasch-, Trocken- und Bügelräume untergebracht. Zwischen jeweils drei Geschossen ist ein Verbindungsgang angeordnet, der die beiden Seitenflügel über den Mittelflügel horizontal verbindet.
Es gibt drei Wohnungstypen von zwei bis vier-ZKB-Wohnungen. Alle Innenräume waren ursprünglich weiß getüncht. Der Estrichboden war dunkelbraun gehalten. Im Wohnungsflur waren im Eingangsbereich Glasbausteine zur Belichtung vorgesehen. Diese wurde noch während des Baus durch Flaschen ersetzt, die wahrscheinlich preisgünstiger zu beschaffen waren.

## Baugeschichte
Der Architekt und stellvertretende Leiter der Abteilung Wiederaufbau, Jean Schoffit, entwarf in den 1940er Jahren ein Hochhaus in Form eines halbrunden Bogens. Dieses sollte 48 Wohnungen auf acht Geschossen haben. Es war vorgesehen, dort Angestellte der Regierung unterzubringen, weswegen das Gebäude fortan auch oft als Beamtenwohnhaus bezeichnet wurde. Das Gebäude wurde unabhängig vom Bauplatz entworfen, erst danach wurde nach einem geeigneten Baugrundstück gesucht. Jean Schoffit bevorzugte das Gelände zwischen Saargemünder Straße und Alleestraße, weil dieses sich in Regierungseigentum befand und sofort verfügbar war. Mit dem Bau sollte unverzüglich begonnen werden, da die Wohnungen dringend gebraucht wurden.
Der französische Architekt und Stadtplaner Georges-Henri Pingusson und das Ministerium für Finanzen und Forsten plädierten dagegen für ein Baugelände in den Bruchwiesen. Pingusson (1894–1978) plante in der Zeit von 1945 bis 1950 für Saarbrücken und die französische Besatzungszone. Für Saarbrücken stellte er unter Bezugnahme auf die Ideen von Le Corbusier hinsichtlich der Neustrukturierung eine Planung zur Idealstadt Saarbrücken auf. Diese sah vor, dass zu beiden Seiten der Saar „vertikale Gartenstädte“ in Form paralleler Hochhaus-Scheiben und dazwischen liegender großer Grünflächen entstehen sollten. In dieser Stadtlandschaft sollten die joies essentielles, die wesentlichen Freuden nach Le Corbusier aufblühen. Das bedeutete einen freien Blick, Vogelgesang und Erholung in den Grünflächen und eine Stille hoch über dem brausenden Leben.
Der Rundbau von Jean Schoffit passte also nicht recht in die Stadtplanung von Pingusson, außerdem überging Jean Schoffit mit seinem Entwurf den technischen Leiter der Abteilung Wiederaufbau, Regierungsbaurat Friedrich Karl Rheinstädter, derselbst gerne einen Entwurf für das Beamtenwohnhaus eingereicht hätte. Neben der Präsentation seiner eigenen Vorstellungen kritisierte Rheinstädter beim Ministerpräsidenten auch die Wahl des Bauplatzes. Es entstand bezüglich des Bauplatzes eine längere Diskussion, die schließlich in der 77. Kabinettssitzung der Regierung des Saarlands am 9. August 1949 beendet wurde. Der Ministerrat beschloss darin, dass der Bau des Hochhauses sofort in Angriff zu nehmen sei und dass das Ministerium für Finanzen und Forsten zusätzlich erforderliche Mittel bereitstellen solle.
Am 24. Oktober 1949 stellte die Abteilung Wiederaufbau das Baugesuch für das Beamtenwohnhaus, und schon im November wurde mit den ersten Bauarbeiten begonnen. Am 14. Mai 1950 fand das Richtfest auf der Dachterrasse des Habitat Stockenbruch statt. Aufgrund der für das Saarland neuartigen Gestaltung und technischen Ausstattung des Gebäudes, wurde Ministerpräsident Hoffmann eingeladen, das Protektorat für das Habitat Stockenbruch zu übernehmen.
Die moderne technische Ausstattung des Habitat Stockenbruch besteht in zwei Personenaufzügen (von Otis-Pifre, Paris), einem Müllabwurfschacht, einer Zentralheizung (mit drei Niederdruckkesseln), sowie sechs Waschmaschinen und einer Heißmangel, einer Klingelanlage mit Gegensprechvorrichtung, dazu einer Dachterrasse mit Aussicht über die Umgebung und einem Kindergarten. Dieser Kindergarten wurde allerdings nie als solcher genutzt, schon im Juni 1953 wurde das Dachgeschoss von der Abteilung für Wiederaufbau als Wohnraum freigegeben. Am 22. Juni 1950 wurde dem Architekten Jean Schoffit zum 30. September 1950 gekündigt. Wer die Leitung der Bauarbeiten zum Habitat Stockenbruch weitergeführt hat, ist nicht bekannt.